# سلفات (إقليم سيدي قاسم)
سلفات هي قرية في إقليم سيدي قاسم ضمن جهة الغرب شراردة بني حسين بالغرب المغربي. كان مجموع عدد سكان جماعة سلفات 9.686 نسمة.(تعداد السكان الرسمي 2004)